# Helen Taylor (Komponistin)
Helen Taylor (* 1915 in Salt Lake City; † 5. Oktober 1950) war eine US-amerikanische Komponistin, Pianistin und Musikpädagogin.
Taylor studierte Klavier an der McCune School of Music und erwarb danach den Mastergrad an der Columbia University. 1941 bis 42 unterrichtete sie am Columbia Teachers College, von 1942 bis 1945 studierte sie an der Juilliard School, wo sie ihre erste Sinfonie komponierte. 1946 heiratete sie den Pianisten Grant Johannesen und kehrte nach Utah zurück. Sie unterrichtete dort an der McCune School und fuhr fort zu komponieren. Bekannt wurde ihre Violinsonate, für die sie 1948 einen Preis der National Association of Composers and Conductors erhielt. Neben weiteren kammermusikalischen Werken komponierte sie auch Klaviermusik, die von ihrem Ehemann Grant Johannsen aufgenommen wurde. Helen Taylor starb 1950 bei einem Autounfall.